# Lymanopoda nevadensis
Lymanopoda nevadensis är en fjärilsart som beskrevs av Schultze 1931. Lymanopoda nevadensis ingår i släktet Lymanopoda och familjen praktfjärilar. Inga underarter finns listade i Catalogue of Life.